# 阿帕奇-锡特格里夫斯国家森林
阿帕奇-锡特格里夫斯国家森林（英語：Apache-Sitgreaves National Forest）是美国的一处国家森林，位处亚利桑那州中东部与新墨西哥州境内，占地面积约2,761,386英畝（11,174.93平方）。